# Bear Stearns

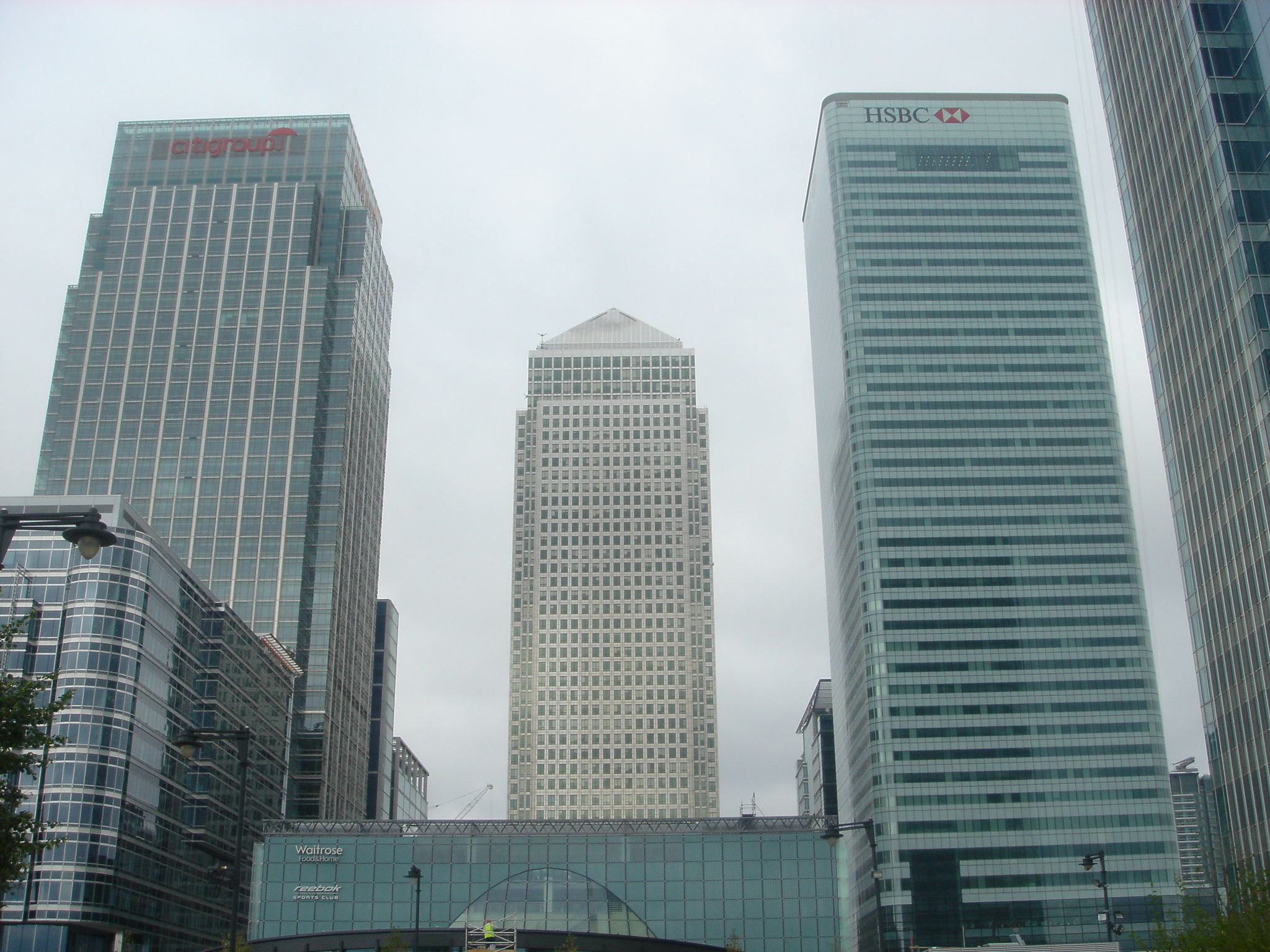
Mittleres Gebäude: Bear Stearns Niederlassung im Financial District Canary Wharf, London.

The Bear Stearns Companies, Inc. (kurz: Bear Stearns) war eine 1923 gegründete US-amerikanische Investmentbank mit Hauptsitz in New York. Das Geldinstitut wurde am 30. Mai 2008 im Zuge der US-Bankenkrise 2008 vom Konkurrenten JPMorgan Chase & Co. übernommen, um eine Insolvenz zu vermeiden.
Ab 1985 wurde Bear Stearns als Aktiengesellschaft an der New Yorker Börse gehandelt und war im Aktienindex S&P 500 gelistet. Die Bilanzsumme belief sich im Mai 2007 auf 423,3 Milliarden US-Dollar. Aufgrund einer durch die Subprime-Krise 2007 verursachten Liquiditätskrise bei Bear Stearns unterbreitete JPMorgan Chase & Co. mit Unterstützung der US-amerikanischen Notenbank Federal Reserve am 16. März 2008 ein Übernahmeangebot, das am 24. März 2008 preislich verbessert und am 30. Mai 2008 vollzogen wurde.

## Geschichte des Unternehmens
Bear Stearns wurde am 1. Mai 1923 von Joseph A. Bear, Robert B. Stearns und Harold C. Mayer gegründet. Das Gründungskapital betrug 500.000 US-Dollar, 7 Mitarbeiter waren zunächst beschäftigt. Den Börsencrash 1929 überstand die Bank und sie musste keinen ihrer Angestellten entlassen. 1933 wurde die erste Niederlassung in Chicago eröffnet, Bear Stearns hatte mittlerweile 75 Mitarbeiter und ein Grundkapital von 800.000 US-Dollar. In diesem Jahr wurde Salim L. („Cy“) Lewis eingestellt, der später Chairman und Chief Executive wurde. Gleichzeitig wurde das Geschäft um den Handel mit Unternehmensanleihen erweitert, nachdem die Firma bis dahin vor allem mit Staatsanleihen gehandelt hatte. 1955 wurde das erste internationale Büro in Amsterdam eröffnet. Der 1949 eingestellte Alan („Ace“) C. Greenberg wurde 1978 Chairman und Chief Executive, nachdem Lewis gestorben war. 1985 erfolgte der Börsengang.
 James Cayne (geb. 1934), 1969 als Börsenhändler bei Bear Stearns angestellt, wurde 1993 CEO und übernahm 2001 auch den Titel des Chairmans.

Er war Großaktionär geworden und ein professioneller Bridge-Spieler, der sich während der Hedgefonds-Krise 2007 tagelang bei einem Bridge-Turnier aufhielt. Im Dezember 2007 schrieb die Bank den ersten Quartalsverlust ihrer Geschichte.
Im Januar 2008 musste Cayne zurücktreten und CEO wurde Alan D. Schwartz.
1999 kam Bear Stearns unter Beschuss, als die Bank wegen ihrer Rolle als Clearing Agent für A. R. Baron, eine kleine Brokerfirma, die ihre Kunden betrog, verklagt wurde. Bear Stearns zahlte schließlich 42 Mio. US-Dollar an Entschädigungen. 1998 verweigerte sich Bear Stearns der Rettung des Hedgefonds LTCM, der sich in eine massive Schieflage verspekuliert hatte und das Finanzsystem zu stürzen drohte. Alle anderen großen Banken einigten sich damals auf ein Hilfspaket für den 2000 endgültig aufgelösten Fonds.

## Unternehmen
Das Unternehmen war in die Bereiche Capital Markets, Wealth Management und Global Clearing Services untergliedert. Bear Stearns unterhielt in den USA Büros in New York, Atlanta, Boston, Chicago, Dallas, Denver, Los Angeles und San Francisco und San Juan. 
International war die Bank mit Niederlassungen in Dublin, Hongkong, London, Lugano, Mailand, Peking, São Paulo, Shanghai, Singapur und Tokio vertreten. Im Herbst 2007 wurde die Expansion mit der Eröffnung der Niederlassungen in Paris und Frankfurt fortgesetzt.
Die Europa-Aktivitäten wurden im Wesentlichen über die Niederlassung in London gesteuert. Hier arbeiteten zirka 1.000 der insgesamt über 14.000 Mitarbeiter der Bank für Bear, Stearns International Limited, eine 100-%-Tochter von The Bear Stearns Company. Das Londoner Büro befand sich in Canary Wharf im Gebäude One Canada Square. Dies war bis 2012 das höchste Gebäude Großbritanniens. Im Jahr 2009 sollte das neue Gebäude von Bear Stearns in London eröffnet werden, ebenfalls in Canary Wharf. 
Seit Anfang 2007 war Bear Stearns in Deutschland mit einer Zweigniederlassung in Frankfurt am Main vertreten.
Bear Stearns vertrieb auch Finanzprodukte für Privatkunden unter dem Markennamen 'best markets'. In Deutschland wurden über Banken und Sparkassen Zertifikate vertrieben.
Nach der abgeschlossenen Übernahme von Bear Stearns durch JP Morgan führt JP Morgan diese Finanzprodukte weiter fort.

## Unternehmenskrise und Übernahme
Bear Stearns war bereits in den Anfangsphasen der Subprime-Krise 2007 in Schwierigkeiten geraten, nachdem drei vom Unternehmen aufgelegte Hedge-Fonds (High Grade Structured Credit Strategies Enhanced Fund, High Grade Structured Credit Strategies Fund und Asset-Backed Securities Fund) Insolvenz anmelden mussten. Die auf den Cayman-Inseln ansässigen Liquidatoren beantragten Gläubigerschutz beim New Yorker Gericht (U.S. Bankruptcy Court). Beim letztgenannten Fonds entstand ein Verlust von 4,5 Millionen US-Dollar, dies entspricht einem halben Prozent des Gesamtvolumens von 900 Millionen US-Dollar.
In der Folge wurden an den Finanzmärkten immer wieder Gerüchte über Liquiditätsprobleme bei Bear Stearns laut. Am 10. März 2008 bezeichnete Bear Stearns in einer Medienmitteilung solche Gerüchte als „absolut unwahr“. Vier Tage später, am 14. März 2008, räumte Bear Stearns eine „deutliche Verschlechterung der Liquiditätslage in den letzten 24 Stunden“ ein. Diese sei nach Meinung von Bear Stearns unter anderem auch durch die anhaltenden Gerüchte verursacht worden, da der Kreditmarkt für Bear Stearns de facto nicht mehr zugänglich war. Gleichzeitig schnürten JPMorgan Chase & Co. und die US-amerikanische Notenbank Federal Reserve ein Rettungspaket in Form eines Überbrückungskredits. Die Aktien von Bear Stearns brachen daraufhin um über 47 Prozent ein.
Am Sonntag, dem 16. März 2008, gab JPMorgan Chase & Co. ein Übernahmeangebot für Bear Stearns bekannt. Der Übernahmepreis lag dabei bei rund zwei US-Dollar je Aktie, nachdem diese am Freitag bei 30,85 US-Dollar geschlossen hatte und noch am Donnerstag 57,00 US-Dollar wert war. Der Übernahmepreis entsprach damit einer Kapitalisierung von noch 236 Millionen US-Dollar. Das geschnürte Rettungspaket sah weiterhin vor, dass die US-amerikanische Notenbank praktisch sämtliche Verlustrisiken von Bear Stearns bis zu einem Gesamtbetrag von 29 Milliarden US-Dollar übernimmt, während JPMorgan Chase & Co. die erste Milliarde eventuell anfallender Verluste übernimmt.
Der Übernahmepreis wurde später auf rund 10 US-Dollar pro Aktie verbessert. Gleichzeitig erwarb JP Morgan Chase 39,5 Prozent der Aktien im Rahmen einer Kapitalerhöhung. Der Anteil wurde bis Ende April 2008 auf zirka 49 Prozent ausgebaut. Für den 29. Mai 2008 wurde eine außerordentliche Hauptversammlung im New Yorker Hauptquartier einberufen. Wichtigster Tagesordnungspunkt war die Billigung der Übernahme von Bear Stearns durch JP Morgan Chase. Am darauffolgenden Tag 30. Mai 2008 wurde die Übernahme dann vollzogen; für eine Aktie der Bear Stearns erhielten die Aktionäre 0,21753 Anteile der übernehmenden JPMorgan Chase.